# 范松青
范松青（1955年12月—），湖南宁远人，中华人民共和国政治人物。
1972年参军入伍。1978年，考入湖南师范大学政治系。1982年7月分配到湖南零陵地委党校任教。1987年10月，供职于零陵报社。1994年，在广州师范学院新闻传播系任教，同年11月，调入广州市委政策研究室。2007年6月，调任广州市政协办公厅研究室主任，2009年12月调任广州市政协副秘书长。
2013年1月18日，其提案呼吁广州要在全国率先试行“公职人员家庭财产申报公开制度”，并率先向《南方都市报》公开了他的家庭财产情况，成为首位公布财产的中国共产党高级官员。然而，中共内部对此评价褒贬不一。
2014年自费出版130万字《我为反腐鼓与呼》。2016年7月自费出版《我为改革鼓与呼》。